# Galziniella polynesica
Galziniella polynesica är en kräftdjursart som beskrevs av Müller 1991. Galziniella polynesica ingår i släktet Galziniella och familjen Hyssuridae. Inga underarter finns listade i Catalogue of Life.